# Cassidinidea arndti
Cassidinidea arndti is een pissebed uit de familie Sphaeromatidae. De wetenschappelijke naam van de soort is voor het eerst geldig gepubliceerd in 1980 door Ortiz & Lalana.